# Стены Константинополя
Стены Константинополя, или Феодосиевы стены — защитное фортификационное сооружение города Константинополь.

## История
Стены длиной 5 630 метров были воздвигнуты для защиты Константинополя от варваров при императоре Феодосии II, когда город на семи холмах вырос за пределы тех стен, которые были предусмотрены его основателем, Константином Великим. Строительство продолжалось под руководством префекта Анфимия с 408 года по 413 год. Ирландский историк-византинист Джон Багнелл Бьюри назвал Анфимия за этот труд «вторым основателем Константинополя».
Феодосиевы стены были укреплены после того, как часть их обрушилась при землетрясении 740 года. Тогда же перед стеной был вырыт широкий ров. Внутренняя стена высотой 12 метров и шириной 5 метров через каждые 55 метров была укреплена шестиугольной либо восьмиугольной башней высотой в 20 метров, общее количество которых доходило до ста. Нижний ярус башен был приспособлен под склад продовольствия.
Внешняя городская стена была меньше внутренней и по высоте и по ширине. Из 96 башен внешней стены десять были проездными, из которых парадными считались Золотые ворота — прообраз одноимённых сооружений в Киеве и Владимире. Эти ворота состояли из трёх мраморных триумфальных арок, воздвигнутых ещё при Феодосии I и увенчанных крылатой аллегорией Победы.
Также мешал штурму стен противником флот Византии, из-за чего много осад Константинополя не завершилось успехом, однако во время Четвёртого крестового похода в 1204 году город был захвачен, так как корабли крестоносцев прорвались в залив Золотой рог, а солдаты на стенах под напором врага капитулировали.
Наиболее слабым отрезком стены были Средние стены в речной долине длиной 1 250 метров. Именно этот участок штурмовал Мехмед II во время осады Константинополя в 1453 году. Значительная часть их была разрушена при штурме города, но была оперативно отстроена турками как Семибашенная крепость и поддерживалась в надёжном состоянии до XIX века. То место, где янычары проникли в город, отмечено памятным знаком.
По мере роста Константинополя Феодосиевы стены начали сносить, преимущественно в конце XIX и начале XX века. В 1980-е годы ЮНЕСКО выделило средства на воссоздание разобранных отрезков стены в первоначальном виде, однако восстановление было довольно поверхностным и, как следствие, вновь отстроенные участки стены больше других пострадали во время недавних землетрясений.
- Карта с изображением Константинополя и его стен в византийскую эпоху
- Схема Феодосиевых стен
- Фотография периболоса, пространства между внутренней и внешней стенами.
- Золотые ворота и Замок Семи Башен в 1685 году. Видны плотные поселения внутри стен крепости, а также сохранившиеся до наших дней внешние ворота Золотых ворот, украшенные рельефными панелями.
- Современная фотография Золотых ворот с изображением двух фланговых башен. Вершина замурованной центральной арки также видна.
- Сохранившиеся фрагменты статуй, украшающих внешние ворота комплекса Золотые ворота, из Стамбульского археологического музея.
- Замок Семи Башен (1827)
- Ворота Ксилокеркос или Белградские ворота
- Ворота Весны
- Восстановленные Ворота Харисия или Адрианопольские Ворота, где султан Мехмед II вошёл в город.
- Секция Феодосиевых стен, примыкающая к стенам Влахерны, с Дворцом Порфирогенитов на заднем плане, как они появляются сегодня в пригородном Стамбуле.
- Единственная часть стен, где стены и море встречаются возле Еникапы
- Цепь, которая закрыла вход в Золотой Рог в 1453 году, теперь выставлена в Археологическом музее Стамбула.
- Дева Мария поднимается из-за стен Константинополя. Монета Михаила VIII Палеолога, посвящённая возвращению Константинополя в 1261 году.
- Мраморный рельеф богини Ники, извлечённый из Королевских ворот (Балат Капы).
- Мраморная башня на стыке морской стены Пропонтиса и Феодосиевых стен
- Один из мраморных львов по бокам от входа в гавань дворца Буколеон.
- Самая старая сохранившаяся карта Константинополя, составленная Кристофоро Буондельмонти, датирована 1422 годом. На ней заметно выделяются укрепления Константинополя и Галаты на северном берегу Золотого Рога. Также изображён водный жёлоб перед Феодосиевыми стенами в западной части города, а также Девичья башня в центре Босфора.
- Крепость Румелихисары, вид с Босфора

- Стена Пропонтиса
- Мраморная башня справа
- Мраморная башня с юга
- Соединительная структура Мраморной башни
- Соединительная структура Мраморной башни
- Мраморная башня от улицы Кеннеди